# Glendo
Glendo is een plaats (town) in de Amerikaanse staat Wyoming, en valt bestuurlijk gezien onder Platte County.

## Demografie
Bij de volkstelling in 2000 werd het aantal inwoners vastgesteld op 229. In 2006 is het aantal inwoners door het United States Census Bureau geschat op 225, een daling van 4 (-1,7%).

## Geografie
Volgens het United States Census Bureau beslaat de plaats een oppervlakte van 1,4 km², geheel bestaande uit land. Glendo ligt op ongeveer 1440 m boven zeeniveau.

## Plaatsen in de nabije omgeving
De onderstaande figuur toont nabijgelegen plaatsen in een straal van 88 km rond Glendo.